# 山城多賀駅
山城多賀駅（やましろたがえき）は、京都府綴喜郡井手町大字多賀小字内垣内にある、西日本旅客鉄道（JR西日本）奈良線の駅である。駅番号はJR-D15。

## 歴史
- 1955年（昭和30年）7月15日：国鉄奈良線の山城青谷駅 - 玉水駅間に新設開業[3]。旅客のみ取扱いの無人駅[4]。
- 1984年（昭和59年）10月20日：駅員無配置駅となる[5]。
- 1987年（昭和62年）4月1日：国鉄分割民営化により、西日本旅客鉄道（JR西日本）の駅となる[3]。
- 1999年（平成10年）1月27日：自動改札機を設置し、供用開始[6]。
- 2000年（平成12年）4月7日：橋上駅舎が完成[7]。
- 2001年（平成13年）3月3日：1面1線を2面2線に拡張。
- 2003年（平成15年）11月1日：「ICOCA」の利用が可能となる[8]。
- 2016年（平成28年) ：エレベーターが設置され北口ができる。
- 2018年（平成30年）3月17日：駅ナンバリングが導入される[9]。
- 2020年（令和2年）12月6日：当駅 - 玉水駅間が複線化[10]。

## 駅構造
かつては単式ホーム1面1線のみの小さな駅で、ホーム横には斜めに削り取られた大きな岩があり駅前の道路もその岩を避けるように迂回するような状況であったが、2000年（平成12年）4月に橋上駅舎に改築され、翌2001年（平成13年）3月に、交換設備を持つ相対式ホーム2面2線のホームの駅となった。2番のりば側を上下本線とした一線スルー配線で、快速が減速せずに通過できる構造になっていたが、2020年12月6日に複線化したため方向別に停車ホームが分けられている。
宇治駅が管理している無人駅である。窓口はないが、自動券売機は設置されており、近距離普通乗車券の購入ができる。自動改札機は簡易式で、ICカード乗車券「ICOCA」が利用することができる（相互利用可能ICカードはICOCAの項を参照）。

### のりば
| のりば | 路線   | 方向 | 行先           |
| ------ | ------ | ---- | -------------- |
| 1      | 奈良線 | 上り | 宇治・京都方面 |
| 2      | 奈良線 | 下り | 木津・奈良方面 |

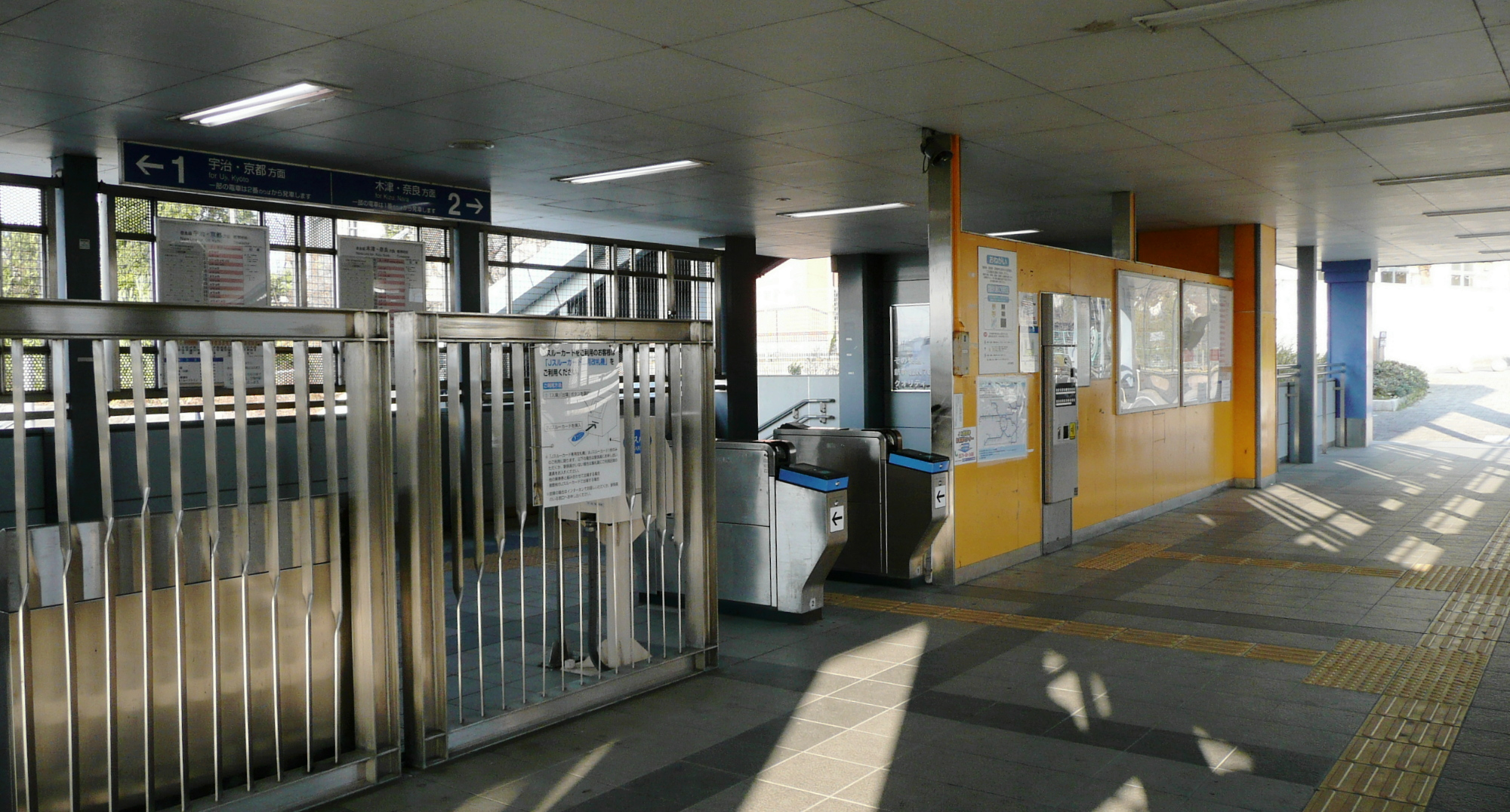
改札口（2008年1月）
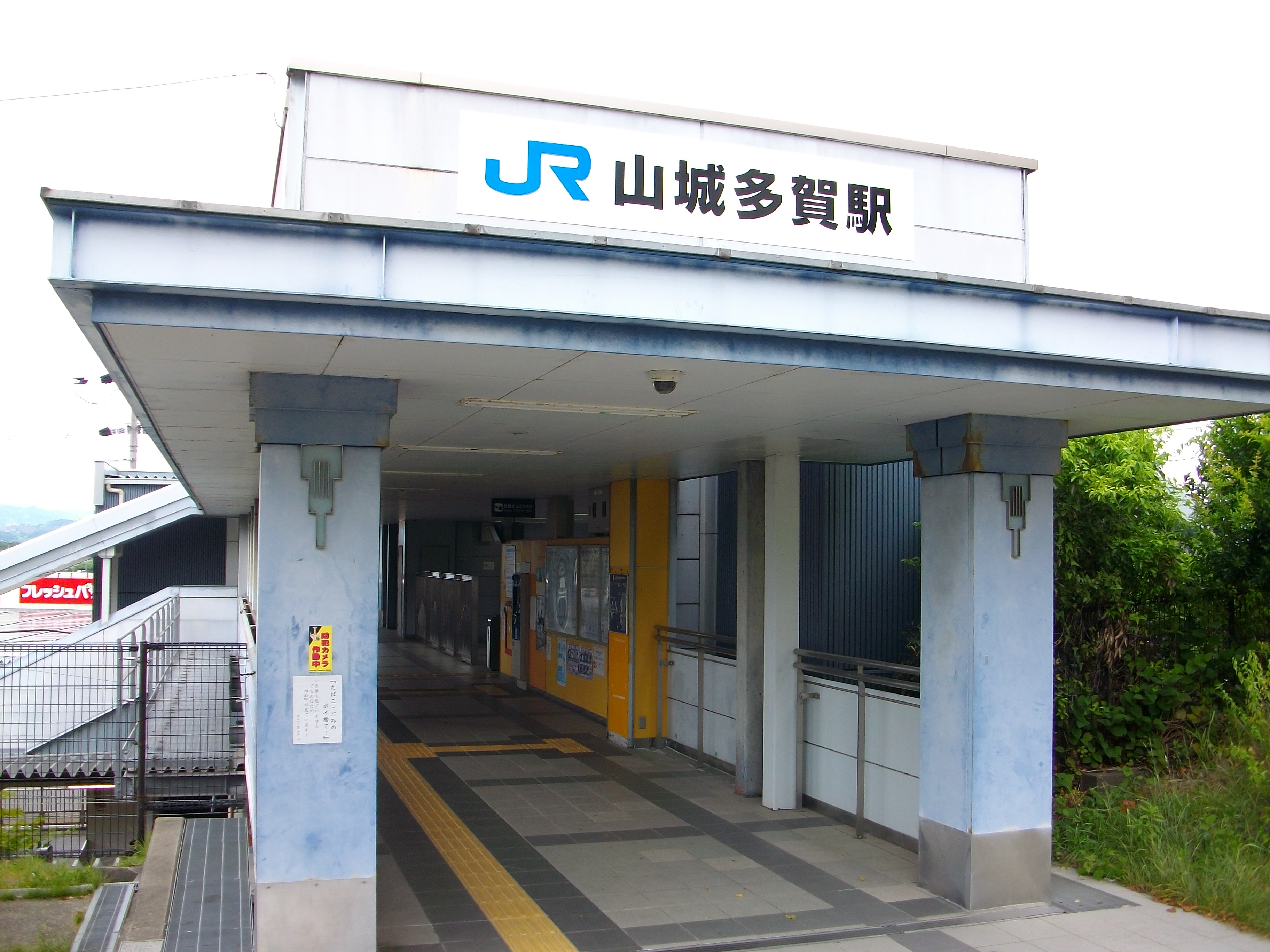
東口（2025年8月）
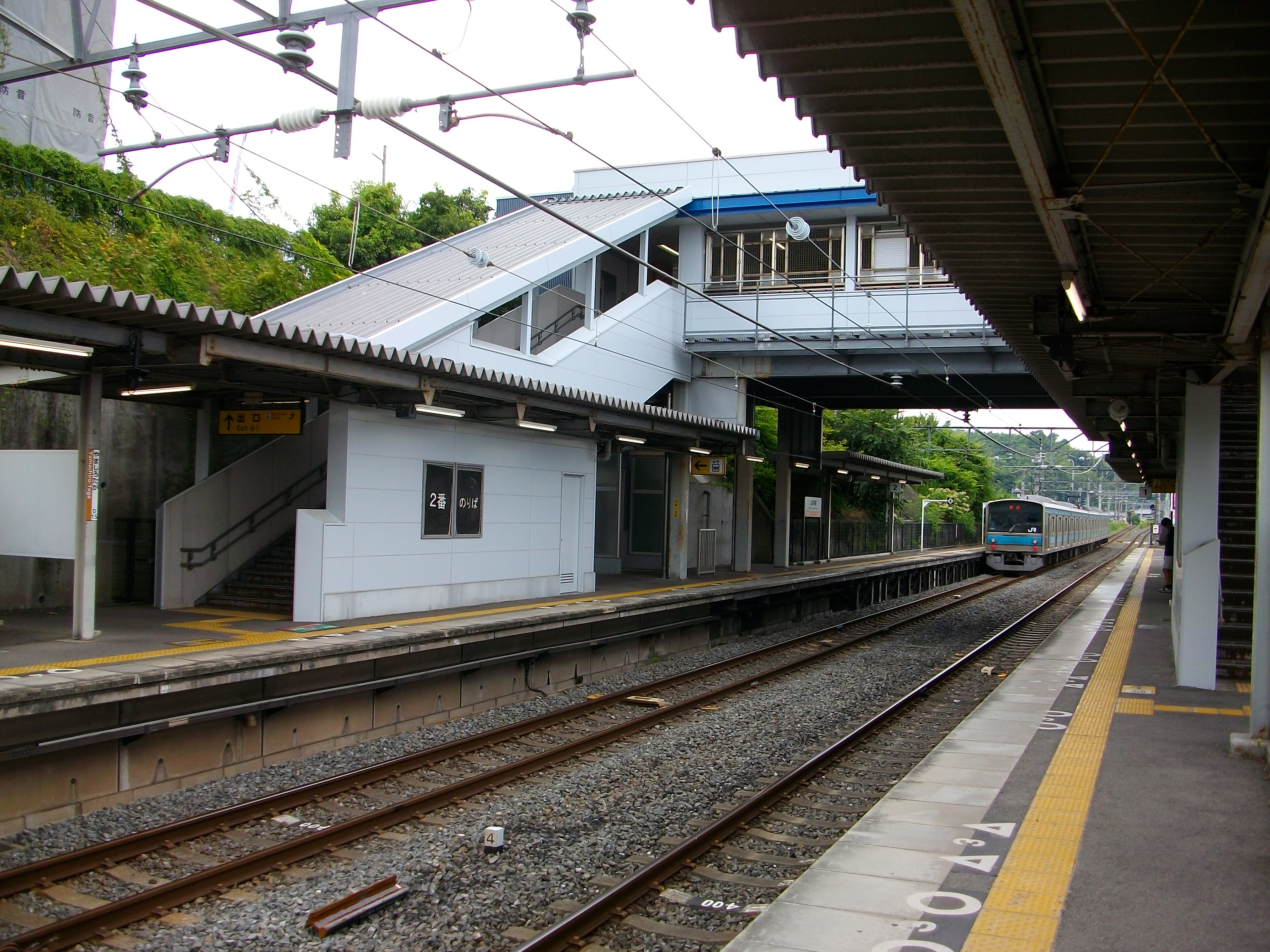
ホームと跨線橋（2025年8月）
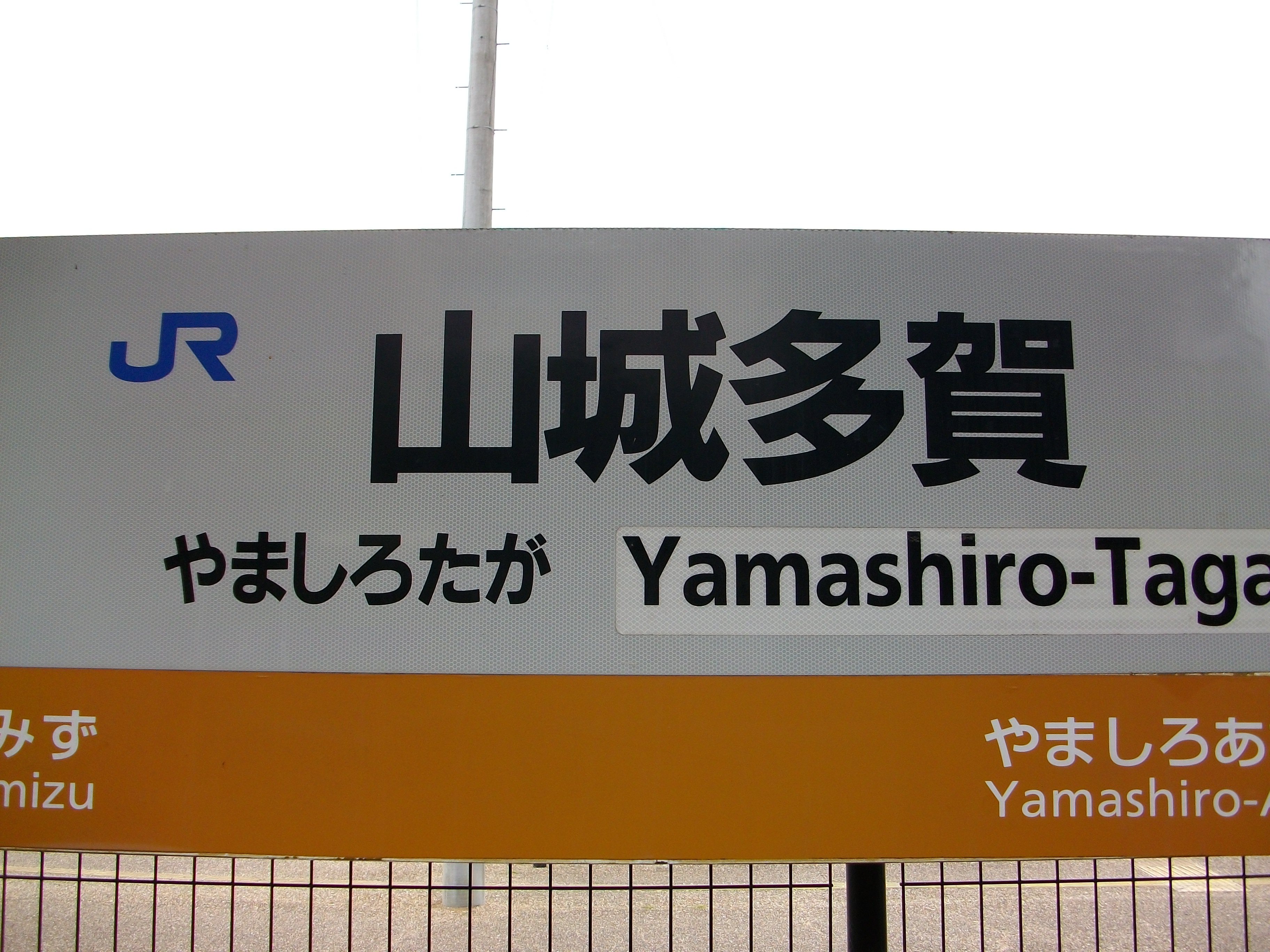
駅名標（2025年8月）

## 利用状況
JR西日本の移動等円滑化取組報告書によれば、2023年度の1日当たりの利用者数は804人。「京都府統計書」、「井手町統計書」によると、1日の平均乗車人員は以下の通りである。
| 年度   | 一日平均 乗車人員 |
| ------ | ----------------- |
| 1999年 | 477               |
| 2000年 | 455               |
| 2001年 | 455               |
| 2002年 | 416               |
| 2003年 | 395               |
| 2004年 | 389               |
| 2005年 | 389               |
| 2006年 | 397               |
| 2007年 | 402               |
| 2008年 | 386               |
| 2009年 | 389               |
| 2010年 | 392               |
| 2011年 | 393               |
| 2012年 | 399               |
| 2013年 | 422               |
| 2014年 | 395               |
| 2015年 | 418               |
| 2016年 | 434               |
| 2017年 | 453               |
| 2018年 | 433               |
| 2019年 | 448               |
| 2020年 | 370               |
| 2021年 | 378               |
| 2022年 | 378               |

## 駅周辺

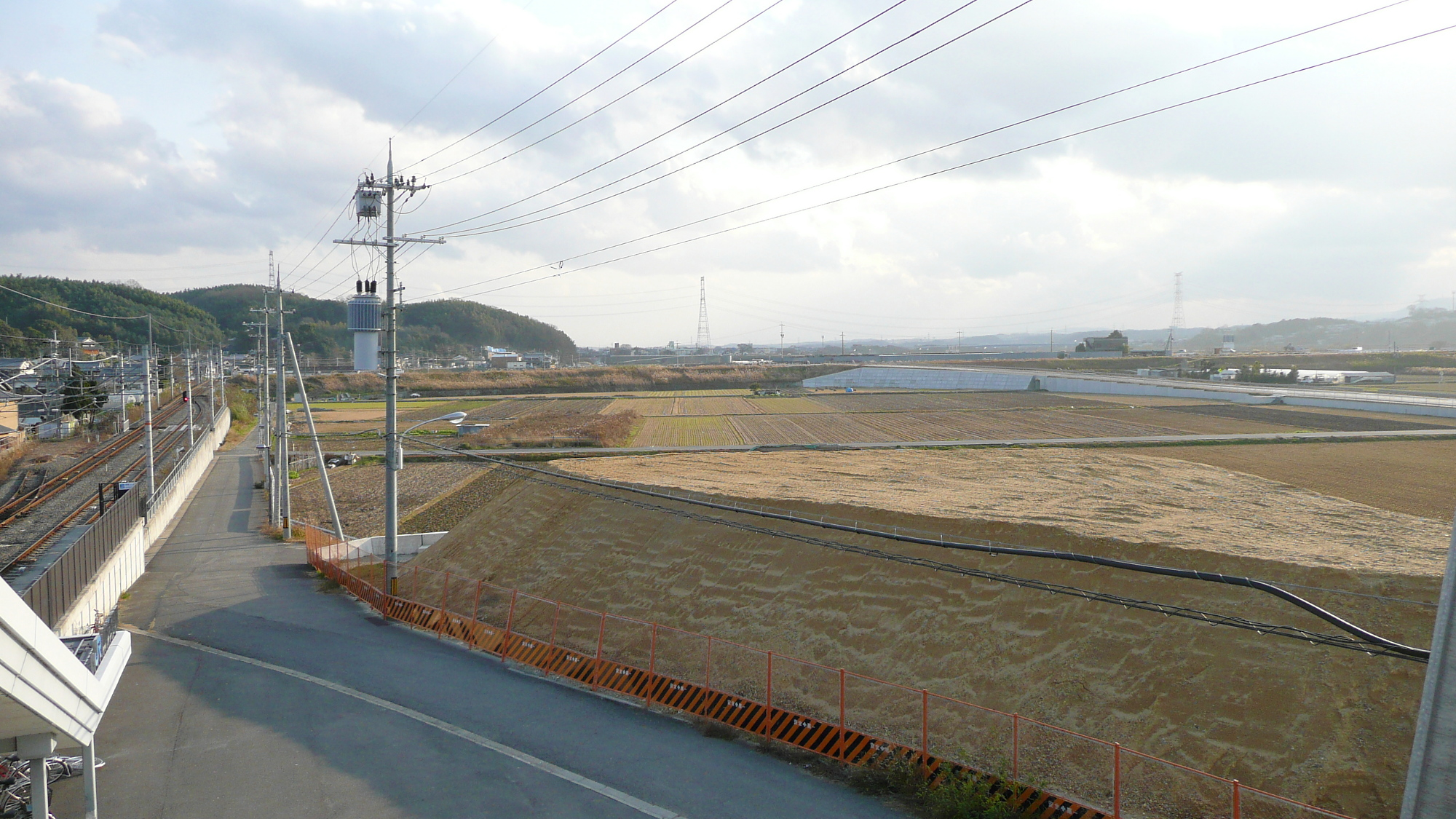
西口側の駅前（2007年12月）

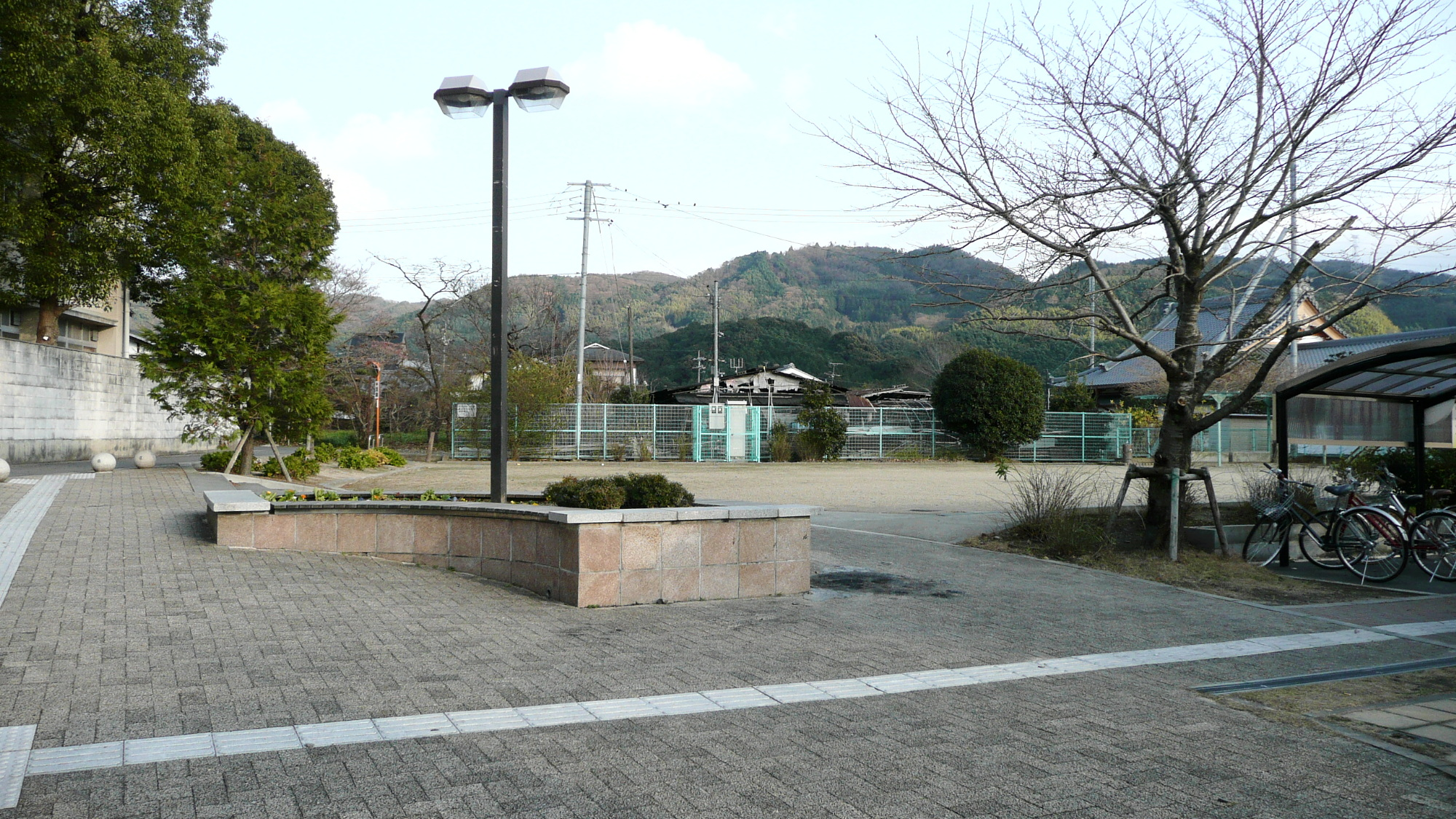
東口側の駅前（2007年12月）

- 高神社
- 真蔵院
- 井手町立多賀小学校
- イデフル
  - 山城多賀郵便局
  - フレッシュバザール井手店
- 南川ホタル公園
- 山城自動車教習所
- ワタキューセイモア本社

## バス路線
京都京阪バス
- 府道70号線（旧道）の青谷橋交差点付近に多賀口停留所が設置されており、近鉄新田辺駅と宇治田原町を結ぶ便が運行されている。当駅より北に徒歩10分となるが、宇治田原町へのアクセス手段の一つとして利用することができる。

## 隣の駅
西日本旅客鉄道（JR西日本）
 奈良線
■みやこ路快速・■快速
通過
■区間快速・■普通
山城青谷駅 (JR-D14) - 山城多賀駅 (JR-D15) - 玉水駅 (JR-D16)